# Apophallus muhlingi
Apophallus muhlingi (auch Apophallus muehlingi; Syn. Distoma muehlingi, Tocotrema muehlingi) ist ein in Europa und Nordamerika vorkommender Saugwurm, der im Dünndarm fischfressener Vögel und Säugetiere parasitiert. Er kommt vor allem bei Möwen, Kormoranen und Robben vor, gelegentlich werden auch Hunde und Katzen befallen. Apophallus muhlingi ist 1,2–1,6 × 0,2 mm groß. Die Kutikula ist mit feinen Stacheln besetzt. Die Saugnäpfe sind klein, gleich groß und befinden sich in der Körpermitte. Die Hoden sind rund und liegen diagonal hintereinander. Das Ovar ist rundlich und liegt gegenüber dem vorderen Hoden.
Die Eier werden mit dem Kot ausgeschieden. Der erste Zwischenwirt ist unbekannt, als zweiter fungieren Fische, vor allem Karpfenfische. Hier befallen die Metazerkarien die Haut und die Flossen und können die Schwarzfleckenkrankheit verursachen.